# Cormac McCarthy
Cormac McCarthy (20. červenec 1933 – 13. června 2023, rozený Charles McCarthy) byl americký spisovatel a scenárista, jehož díla se řadí k westernu, jižanské gotice či postapokalyptickému žánru.
Literární kritik Harold Bloom ho zařadil mezi čtyři nejvýznamnější americké romanopisce současnosti (ostatními podle něj jsou Thomas Pynchon, Don DeLillo a Philip Roth). Recenzenti McCarthyho často srovnávají s Williamem Faulknerem.
V roce 2007 obdržel Pulitzerovu cenu za román Cesta. V roce 2008 získalo filmové zpracování jeho románu Tahle země není pro starý (2005) čtyři Oscary. V roce 1992 také obdržel National Book Award (tj. Národní knižní cenu) za román Všichni krásní koně, první díl tzv. Hraniční trilogie.

## Život

### Mládí
McCarthy se narodil v Providence ve státě Rhode Island, ale když mu byly čtyři roky, přestěhoval se s rodinou do Knoxvillu v Tennessee. McCarthy je třetím ze šesti dětí svých rodičů, má dva bratry a tři sestry. V Knoxvillu navštěvoval Knoxville Catholic High School (tj. Střední katolickou školu v Knoxvillu). V letech 1934 až 1967 působil jeho otec jako úspěšný právník v Tennessee Valley Authority.
V akademickém roce 1951–1952 nastoupil na University of Tennessee jako student svobodných umění. V roce 1953 vstoupil na čtyři roky do Letectva Spojených států amerických. Dva roky služby strávil na Aljašce, kde měl vlastní rozhlasový pořad. V roce 1957 se vrátil na University of Tennessee. Během svého působení na škole publikoval dvě povídky ve studentských novinách a v letech 1959 a 1960 vyhrál cenu Nadace Igrama Meriilla. V roce 1961 se oženil se svou spolužačkou Lee Hollemanovou, která mu porodila syna Cullena. Školu opustil aniž by získal titul a přestěhoval se se svou rodinou do Chicaga, kde napsal svůj první román Strážce sadu (1965). Později se vrátil do okresu Sevier ve státě Tennessee; jeho manželství s Lee Hollemanovou skončilo.

### Literární kariéra
McCarthyho první román Strážce sadu (The Orchard Keeper) publikovalo nakladatelství Random House v roce 1965. Zaslat rukopis do tohoto nakladatelství se McCarthy rozhodl, protože „to byl jediný nakladatelský dům, o kterém do té doby slyšel“. V Random House si rukopis našel svou cestu k Albertu Erskinovi, jenž byl redaktorem Williama Faulknera až do jeho smrti v roce 1962. Erskine redigoval McCarthyho texty po následujících dvacet let.
Kritika přijala román poměrně vlídně, nejednalo se však o žádnou velkou literární událost. V létě 1965 proto McCarthy odplul – s využitím autorského stipendia „Traveling Fellowship award“ (tj. Cestovního grantu) udělovaného „The American Academy of Arts and Letters“ (tj. Americkou akademií umění a písemnictví) – parníkem Sylvania, aby navštívil Irsko. Na lodi se seznámil s Anne DeLisleovou, která zde pracovala jako zpěvačka. Vzali se v Anglii roku 1966. Téhož roku McCarthy obdržel „grant Rockefellerovy nadace“, kterým financoval cestu po jižní Evropě. Cestování zakončil na Ibize, kde napsal svůj druhý román Vnější temnota (Outer Dark). Knihu publikoval v roce 1968, po svém návratu do Spojených států. Kritika hodnotila knihu vesměs kladně.
V roce 1969, kdy získal ocenění „Guggenheim Fellowship“ (tj. Guddenheimův grant), se McCarthy se svou ženou přestěhoval do Louisville v Tennessee, kde zakoupili stodolu, kterou McCarthy zrenovoval, dokonce ji i sám podezdil. Zde také napsal svou třetí knihu Dítě Boží (Child of God), založenou na skutečných událostech. Kniha byla publikována v roce 1973 a stejně jako Vnější temnota byla zasazena do Appalačského kraje (kulturní oblast na východě Spojených států v centrální a jižní části Appalačských hor). V roce 1976 se McCarthy rozešel s Anne DeLisleovou (v roce 1981 byli nakonec rozvedeni) a přestěhoval se do El Pasa v Texasu. V roce 1979 konečně vyšel jeho částečně autobiografický román Suttree na kterém pracoval po dvacet let.
Stipendium „MacArthur Fellowship“ (tj. MacArthurův grant), jež získal v roce 1981, mu umožnilo napsat jeho další román Krvavý poledník aneb Večerní červánky na západě (Blood Meridian, Or the Evening Redness in the West), který publikoval v roce 1985. V anketě deníku New York Times o nejlepší americký román posledních 25 let, v rámci níž bylo loni osloveno přes sto významných osobností literárního světa, se Krvavý poledník umístil na třetím místě (za romány Milovaná Toni Morrisonové a Podsvětí Dona DeLilla).
V roce 1992 konečně došel McCarthy všeobecného uznání – za první díl tzv. Hraniční trilogie Všichni krásní koně (All the Pretty Horses), který získal National Book Award (tj. Národní knižní cenu). Trilogie pokračuje romány Hranice (The Crossing, 1994) a Města na planině (Cities of the Plain, 1998). Během práce na trilogii také napsal hru Kameník (The Stonemason, 1995), což byl jeho druhý dramatický počin. Předtím již napsal filmový scénář Zahradníkův syn (The Gardener's Son, 1976) pro americkou veřejnoprávní televizi PBS.
McCarthyho následující kniha Tahle země není pro starý (No Country for Old Men, 2005) zůstává stále zasazena do westernového prostředí, ale oproti předchozím „existenciálním westernům“ se tentokrát jedná spíše o „morální thriller“. Kniha byla překvapivě věrně zfilmována bratry Coenovými; film získal čtyři Oscary (v kategoriích „Nejlepší film“, „Nejlepší režie“, „Nejlepší herec ve vedlejší roli“ a „Nejlepší adaptovaný scénář“) a celkově přes 75 filmových cen.
Do apokalyptického prostředí zasadil McCarthy román Cesta (The Road, 2006). Kniha se setkala s obrovským úspěchem u kritiky a získala Pulitzerovu cenu či Cenu Akademie SFFH v kategorii Kniha roku 2008. Kniha byla v roce 2009 zfilmována v režii Johna Hillcoata (scénář Joe Penhall).
V roce 2006 McCarthy vydal také hru Sunset Limited: Román v dramatu (The Sunset Limited: A Novel in Dramatic Form).
V roce 2008 McCarthy obdržel „PEN/Saul Bellow Award for Achievement in American Fiction“ (tj. Cenu PEN/Saula Bellowa za úspěch v americké beletrii) za spisovatelskou dráhu „snoubící znamenitost, ambice a dlouhodobé zásluhy, jež ho řadí na nejvyšší příčky Americké literatury“.

### Soukromý život
McCarthy žil v Tesuque ve státě Nové Mexiko se svou třetí ženou Jennifer Winkleyovou a jejich synem Johnem. Své soukromí si chránil. V jednom z nemnoha rozhovorů (pro The New York Times) je McCarthy popisován jako „společenský samotář“ a odhalil o sobě, že není příznivcem autorů, kteří se „nezabývají otázkami života a smrti“, jmenoval například Henryho Jamese a Marcela Prousta. „Nerozumím jim,“ řekl. „Pro mě to není literatura. Mnoho spisovatelů, kteří jsou považováni za dobré, považuji za divné.“ McCarthy byl aktivní v akademické komunitě Santa Fe a trávil většinu svého času v Santa Fe Institutu, který založil jeho přítel, fyzik Murray Gell-Mann.
Oprah Winfreyová vybrala ve své talk show McCarthyho román Cesta do svého Knižního klubu (což je část pořadu). McCarthy nakonec souhlasil, že udělí své první televizní interview, jež bylo odvysíláno v The Oprah Winfrey Show dne 5. června 2007. Rozhovor se odehrál v knihovně Santa Fe Institutu. McCarthy prozradil, že nezná žádné další spisovatele a mnohem více preferuje společnost vědců. Během rozhovoru vylíčil několik historek dokládajících jakou nouzi si musel vytrpět během své literární kariéry. Také vylíčil své zkušenosti, jaké to je být otcem v pokročilém věku a jak mu jeho syn byl inspirací při psaní Cesty. McCarthy Winfreyové vysvětlil, že preferuje „jednoduché sdělné věty“ a tak používá velká písmena, tečky, příležitostné čárky, dvojtečku pro zdůraznění výčtu, ale „nikdy středník“. Nepoužíval uvozovky pro značení dialogů, protože věřil, že není důvod „špinit papír malými divnými znaménky“.

#### Rodina
Děti
- Cullen McCarthy, syn (s Lee Hollemanovu)
- John Francis McCarthy, syn (s Jennifer Winkleyovou)
- Samuel Pestridge

Manželky
- Lee McCarthyová, rozená Hollemanová, (1961) rozvedeni[7]
- Annie DeLisleová, (1967 – rozvedeni 1981)
- Jennifer Winkleyová (2007)[8]

## Dílo
Vzhledem k nevelkému rozsahu McCarthyho díla je česká bibliografie začleněna přímo do popisu jeho děl a jmenujeme tu i práce, které dosud nebyly přeloženy do češtiny, překlad titulu je pak uveden tučně v lomené závorce /Takto/ (výjimku tvoří tituly, které jsou již nahlášeny v edičních plánech a mají stanovené překladové jméno). Zejména u nepřeložených knih se stává, že je k nim odkazováno pod různými českými jmény, bibliografie se snaží zaznamenat všechna známá.

### Próza
- Strážce sadu (The Orchard Keeper, 1965)
  - Strážce sadu, Argo, Praha 2012, přeložil Jiří Hrubý
  - román situovaný do izolované komunity v meziválečné Tennessee vypráví o čtrnáctiletém chlapci a starém vyděděnci, o kterém zjistíme, že je ve skutečnosti vrahem chlapcova otce
  - v roce 1965 kniha získala „William Faulkner Foundation award“
- Vnější temnota (Outer Dark, 1968)
  - Vnější tma, Argo, Praha 2011, přeložil Michal Svěrák
  - román o mladé dívce čekající dítě s vlastním bratrem
- Dítě Boží (Child of God, 1973)
  - Dítě Boží, Argo, Praha 2009, přeložila Bronislava Grygová
  - kratičký román líčí postupný pád Lestera Ballarda na dno společnosti, přerod z outsidera a voyeura v nekrofila, transvestitu a vraha
- Suttree (Suttree, 1979)
  - Suttree, Argo, Praha 2012, přeložila Alena Dvořáková
  - rozsáhlý, částečně autobiografický román psaný experimentální formou; hlavní hrdina je muž, který se i přes privilegované společenské postavení raději stane rybářem na řece Tennessee; McCarthy na této knize pracoval dvacet let
- Krvavý poledník aneb Večerní červánky na západě (Blood Meridian, or the Evening Redness in the West, 1985)
  - Krvavý poledník aneb Večerní červánky na západě, Argo, Praha 2009, přeložil Martin Svoboda
  - román popisující řádění Glatonova gangu na texasko-mexických hranicích v letech 1849–1850; do historických reálií jsou vmíchány příhody hlavního hrdiny – bezejmenného „kluka“ – který se ke gangu přidá; McCarthy užívá k popisu brutálního násilí a nehostinné pustiny archaizující jazyk
- Hraniční trilogie (někdy též Pohraniční trilogie či Hraničářská trilogie)
  - Všichni krásní koně (All the Pretty Horses, 1992)
    - Všichni krásní koně, Argo, Praha 1995, přeložil Tomáš Hrách
    - Všichni krásní koně, Argo, Praha 2008, přeložil Tomáš Hrách
    - román zasvěcení; mladí hrdinové John Grady Cole a Lacy Rawlins utečou na koních z Texasu a vydají se do Mexika. Po cestě se k nim přidá ještě jeden kluk a všichni tři jedou přes poušť, vstříc dospělému věku, každý po svém
    - v roce 1992 kniha získala Národní knižní cenu

  - Hranice (The Crossing, 1994)
    - Hranice, Argo, Praha 1997, přeložil Tomáš Hrách
    - Hranice, Argo, Praha 2008, přeložil Tomáš Hrách
    - odehrává na jihu USA a v Mexiku před druhou světovou válkou; román má filozofický podtext, ale lze ho číst i jako westernový příběh synů, kteří se rozhodli pomstít zavražděné rodiče

  - Města na planině (Cities of the Plain, 1998)
    - (ohlášený titul) Města na planině, Argo, Praha 2010, přeložil Jiří Hrubý
    - závěrečný díl trilogie svádí dohromady přeživší kovboje z předchozích románů, kteří tuší, že po válce se vše změnilo, že nadchází konec starých časů a starých zvyků, konec kovbojů
- Tahle země není pro starý (No Country for Old Men, 2005)
  - Tahle země není pro starý, Argo, Praha 2007, přeložil David Petrů
  - příběh muže, který jednoho dne v poušti najde vedle mrtvol pašeráků drog také kabelu s velkou sumou peněz – muž neodolá a peníze si vezme, přestože ví, že jej čeká smrt
- Cesta (The Road, 2006)
  - Cesta, Argo, Praha 2008, přeložil Jiří Hrubý. K českému překladu Cesty se váže polemika mezi Jiřím Hrubým a Alenou Dvořákovou otištěná v časopise Souvislosti (3/2008 a 1/2009).[9][10][11]
  - román líčí putování otce a syna zpustošenou krajinou, troskami nám známé civilizace
  - v roce 2006 kniha získala „James Tait Black Memorial Prize for Fiction“, jednu z nejstarších britských literárních cen
  - v roce 2007 kniha získala „Pulitzerovu cenu“
  - v roce 2008 kniha získala „Cenu Akademie SFFH“ v kategorii „Kniha roku“
- Pasažér (The Passenger, 2022)
  - Pasažér, Argo, Praha 2023, přeložil Ladislav Nagy
  - román se odehrává v roce 1980 a sleduje osudy záchranáře Bobbyho Westerna, který se z člunu pobřežní hlídky vrhá k potopenému vraku letadla

### Drama
- The Stonemason (/Kameník/, 1995)
  - hra o afroamerické rodině v pěti aktech
- Sunset Limited: Román v dramatu (The Sunset Limited: A Novel in Dramatic Form, 2006)
  - hra pojednávající o dvou bezejmenných charakterech: jeden je běloch, druhý černoch
  - V češtině vydalo nakladatelství Argo

#### Filmová scenáristika
- The Gardener's Son (/Zahradníkův syn/, 1976)
  - film inspirovaný skutečnými událostmi: James Gregg, syn nedávno zemřelého majitele přádelny bavlny, byl zastřelen Robertem McEvoyem, svým zaměstnancem.
Ve filmu se rod Greggů snažil vytvořit komunitu, kde dělníci získají bydlení a základní sociální zabezpečení výměnou za levnou a ochotnou práci a především loajalitu. Ke zpříjemnění životního prostředí dělníků měly sloužit i sady, zahrady a skleníky, které Greggové vybudovali. James je však odmítá nadále financovat a tak i zahradník McEvoy končí společně s ostatními u továrního stroje. Když McEvoyův syn Robert přišel v mládí o nohu, přestal důvěřovat lidem včetně příslušníků vlastní rodiny. Odjel z města a vrátil se až po dvou letech, když se dozvěděl o nemoci své matky.

- Konzultant (The Counselor, 2013)
  - Konzultant, Argo, Praha 2013, přeložil Petr Fantys
  - film režiséra Ridleyho Scotta, v němž se uznávaný právník namočí do obchodu s drogami

## Filmové a televizní adaptace
- V roce 1975 McCarthyho požádal o spolupráci dokumentarista Richard Pearce. McCarthy souhlasil a po několikatýdenním terénním výzkumu odevzdal Pearcovi scénář k filmu Zahradníkův syn (The Gardener’s Son, 1977). Snímek, natočený na šestnáctimilimetrový formát, byl součástí projektu „Vize“. Tvůrci ho s úspěchem uvedli na filmových festivalech v Berlíně a Edinburghu, ve dvou kategoriích byl nominován na cenu Emmy, do distribuce se však nikdy nedostal.
- V roce 2000 byla do kin v režii Billyho Boba Thortona pod názvem Krása divokých koní uvedena adaptace McCarthyho knihy Všichni krásní koně. 
Informace o filmu Krása divokých koní na stránkách CSFD.cz
- V roce 2007 byla do kin uvedena adaptace McCarthyho knihy Tahle země není pro starý v režii bratří Coenů. Film získal čtyři Oscary (v kategoriích „Nejlepší film“, „Nejlepší režie“, „Nejlepší herec ve vedlejší roli“ a „Nejlepší adaptovaný scénář“) a celkově přes 75 filmových cen. 
Informace o filmu Tahle země není pro starý na stránkách CSFD.cz
- Na konci roku 2009 proběhla premiéra adaptace McCarthyho knihy Cesta v režii Johna Hillcoata. Hudbu k filmu složil Nick Cave. 
Informace o filmu Cesta na stránkách CSFD.cz
- Na rok 2011 byla plánována premiéra adaptace McCarthyho knihy Krvavý poledník v režii Todda Fielda, který také napsal scénář. Film však nikdy nebyl dokončen.[12]
Informace o filmu Krvavý poledník na stránkách CSFD.cz
- V roce 2013 vyšlo v režii Jamese Franca filmové drama Boží stvoření podle předlohy McCarthyho stejnojmenné knihy z roku 1973. Informace o filmu Boží stvoření na stránkách CSFD.cz

## Rozhlas
- 2018 Suttree rozhlasová četba na pokračování, překlad: Alena Dvořáková, připravila: Alena Heroutová, režie: Petr Mančal, čte: Jan Vondráček[13]